# Hosaby björke
Hosaby Björke är en bebyggelse i Mjällby socken i Sölvesborgs kommun i Blekinge län belägen sydost om Mjällby och söder om Hosaby. SCB avgränsade mellan och 2023 för bebyggelsen en småort.